# GAZ-55
GAZ-55(ロシア語:ГАЗ-55)は、1930年代にGAZによって開発され、第二次世界大戦中にソ連赤軍によって運用された軍用救急車である｡
これまでに生産されたのは9,130輌のみで、赤軍は負傷者の輸送を依然として標準のトラックに大きく依存していた。GAZ-55の生産は1946年まで続いた。
また､55輌のGAZ-55がドイツ空軍の部隊によって鹵獲されている｡

## 登場作品
- Фронтовые подруги(1941)
- Red Orchestra 2: Heroes of Stalingrad